# Црква Рођења Пресвете Богородице у Сиракову
Црква Рођења Пресвете Богородице у Сиракову, насељеном месту на територије општине Велико Градиште, припада Епархији браничевској Српске православне цркве.

## Историјат
Црква посвећена Рођењу Пресвете Богородице саграђена 1937. године. Оснивачи цркве су инжењер Божа Бжовић из Београда и трговац Рајко Младеновић из Сиракова, са верницима овог села. Зидање цркве започето је октобра 1934. године од тврдог материјала у српско византијском стилу. Освећење цркве је обавио 1957. године, Епископ Жички Стефан, због спречености браничевског Епископа. 

## Архитектура цркве
Главни улаз у цркву је на западној страни, са двокрилним масивним вратима и пошто црква има узвишене темеље у њу се степеништем улази у цркву. Над улазним вратима је фреска патрона цркве која је уграђена у полулучни свод зида.
Прозори на цркви су веома су узани, правоугаоног облика са полулуком на горњем делу. Црква има три кубета, и то два у предњем делу цркве и једно централно кубе и на њима су постављени метални крстови. Сва три кубета су сазидана на четвороугаоним зидовима и постољу. Кров је вишестрани и уобличен са полулоптастим сводом и покривачем од лима. Велики број правоугаоних прозора на кубетима цркве чини цркву светлом у унутрашњости. На цркви има три звона, која се налазе на ново подигнутој звонари у порти цркве из 1989—1990. године. Звона су дар мештана из априла 1957. године. 
Црква се у унутрашњости дели на припрату, наос и олтарски простор. Цркву је освештао 6. октобра 1991. године   Епископ Сава Андрић, са свештенством и у њој служио.  Иконостас је веома лепе дрвене израде и рађен је у два нивоа. Црква није унутра живописана, зидови су офарбани у белу боју, док су четири висока стуба у браон боју. Средишњи део лежи са куполом на четири велика и висока стуба. Црква има и споредни улаз који се не користи и који је смештен на северној левој страни. Под је израђен од терацо плочица. 